# كيلي بينيت
كيلي بينيت (بالإنجليزية: Kyle Bennett)‏ (9 سبتمبر 1990 في المملكة المتحدة - ) هو لاعب كرة قدم بريطاني في مركز الوسط. شارك مع منتخب إنجلترا تحت 18 سنة لكرة القدم. أما مع النوادي، فقد لعب مع برادفورد سيتي ونادي بورتسموث ونادي بوري ونادي دونكاستر روفرز ووولفرهامبتون واندررز ونادي كرولي تاون.

## وصلات خارجية
- كيلي بينيت على موقع قاعدة بيانات كرة القدم.إي يو (الإنجليزية)
- كيلي بينيت على موقع Soccerbase.com (لاعب) (الإنجليزية)